# Primula latifolia
Primula latifolia es una especie perteneciente a la familia de las primuláceas. 

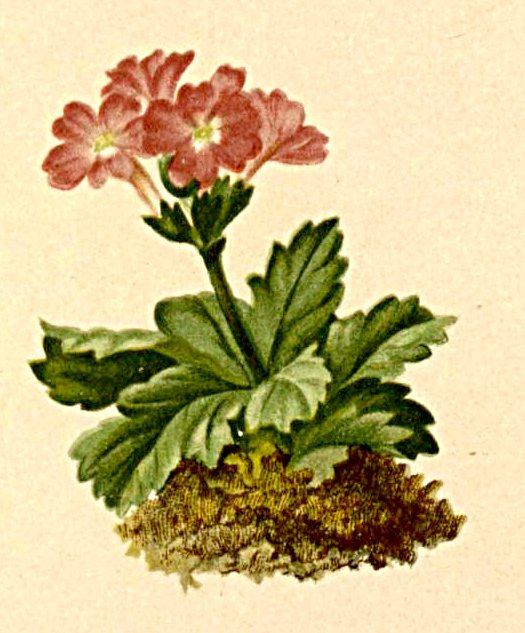
Ilustración

## Descripción
Es una planta perenne, alcanza un tamaño de hasta 26 cm de altura, escaposa, farinosa solo en el cáliz y en la garganta de la corola. Hojas más largas de 5,5-17 x 2-5,5 cm, ± erguidas; con pecíolo 2,5-8 cm; limbo de longitud 1,3-2,3 veces su anchura, que es máxima en el tercio central, atenuado o contraído bruscamente en la base, entero o ± dentado hacia arriba, con pilosidad ± densa de pelos glandulíferos cortos, de hasta 0,1- 0,4 mm, algo pegajosos, aromáticos, con pedículo unicelular y célula terminal amarillenta, que resulta acopada en los ejemplares desecados. Escapo más largo que las hojas, grueso, erguido; brácteas más largas 4-10 mm, de ovadas a estrechamente triangulares. Inflorescencia multiflora, ± unilateral; pedicelos 3-18, de hasta 25 mm en la fructificación. Cáliz 3-5,5 mm; dientes de longitud 1/4- 1/2 de la del cáliz. Corola de 15-20 mm de diámetro, aromática, de color violáceorojizo. Fruto ovoide o esferoidal.

## Distribución y hábitat
Se encuentra en roquedos silíceos, en matorrales subalpinos, también sobre substratos pedregosos; a una altitud de (1200)1600- 2800 metros, en los Alpes centrales y occidentales y Pirineo oriental.

## Taxonomía
Primula latifolia fue descrita por Philippe-Isidore Picot de Lapeyrouse y publicado en Hist. Pl. Pyrénées: 97 (1813)
Etimología
Primula: nombre genérico que proviene del latín primus o primulus = "primero", y refiriéndose a su temprana floración. En la época medieval, la margarita fue llamada primula veris o "primogénita de primavera".
latifolia: epíteto latino que significa "con las hojas anchas".
Citología
El número de cromosomas es de 2n = 64*; n = 32*.